# Mimosybra albovenosa
Mimosybra albovenosa är en skalbaggsart som beskrevs av Stefan von Breuning 1960. Mimosybra albovenosa ingår i släktet Mimosybra och familjen långhorningar. Inga underarter finns listade i Catalogue of Life.